# 106 (tal)
106 är det naturliga talet som följer 105 och som följs av 107.

## Inom matematiken
- 106 är ett jämnt tal.
- 106 är ett kvadratfritt, semiprimtal
- 106 är ett nonadekagontal
- 106 är ett centrerat pentagontal
- 106 är ett centrerat heptagontal
- 106 är ett Ulamtal.

## Inom vetenskapen
- Seaborgium, atomnummer 106
- 106 Dione, en asteroid
- Messier 106, spiralgalax i Jakthundarna, Messiers katalog